# Fana Stadion
 (mai 2012).
Si vous disposez d'ouvrages ou d'articles de référence ou si vous connaissez des sites web de qualité traitant du thème abordé ici, merci de compléter l'article en donnant les références utiles à sa vérifiabilité et en les liant à la section « Notes et références ».
Fana stadion est un stade où l'on pratique l'athlétisme. Le stade se trouve à Fana en Norvège, dans la ville de Bergen. Il a été ouvert en 1969.
L'ensemble sportif accueille de nombreuses compétitions, destinées à un public large (adultes comme enfants).
Il contient aussi un stade couvert, Høiehallen. Il est utilisé notamment pour les compétitions en hiver.

## Stade principal

### Caractéristiques
- Longueur de la piste: 400 mètres
- Largeur de la piste: 9,76 mètres
- Nombres de places: 15 000 spectateurs

### Événements
Du 19 au 20 juin 2010, Fana stadion accueille les Championnats d'Europe d'athlétisme par équipes 2010, auxquels ont participé les français Christophe Lemaitre et Martial Mbandjock.
En juin 2001, le norvégien Andreas Thorkildsen, lanceur de javelots, a pulvérisé le record du stade au javelot en 83,87 mètres.

## Stade couvert

### Sports pratiqués
Les sports pratiqués dans le stade couvert Høiehallen sont notamment le triple saut, le saut en longueur et le saut en hauteur.

### Caractéristiques
Longueur : 80 mètres.